# Franz Kreimer

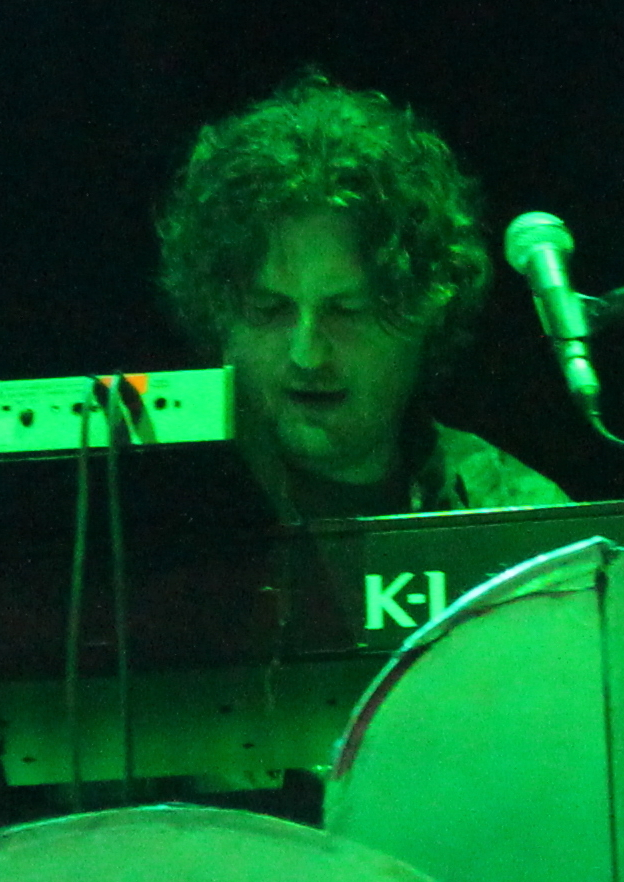
Franz Kreimer (2016)

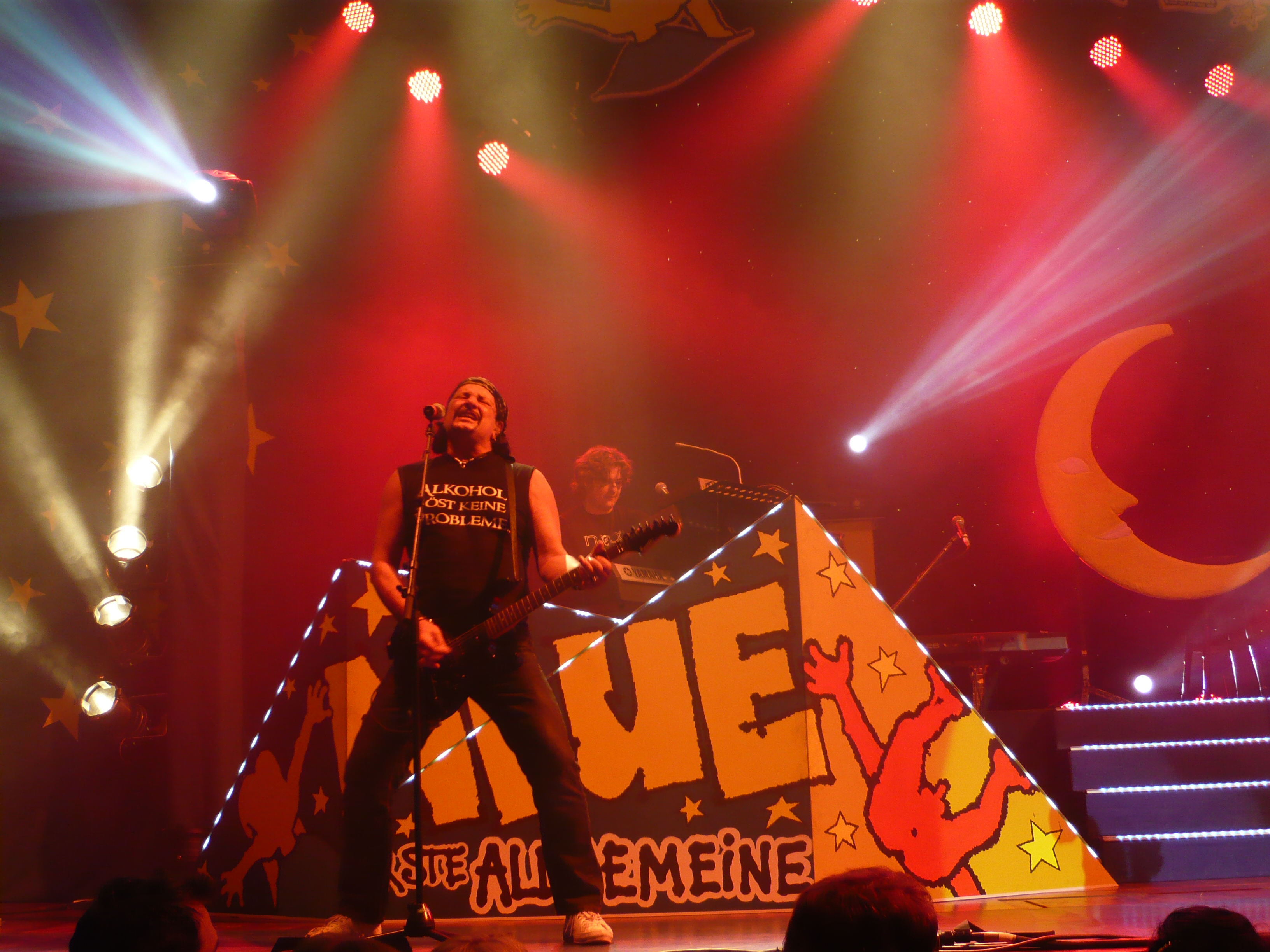
Franz Kreimer (im Hintergrund) bei einem Auftritt mit EAV 2010

Franz Kreimer (* 26. September 1972 in Weiz) ist ein österreichischer Musiker. Seine Hauptinstrumente sind Saxophon, Keyboard und Synthesizer. Bekanntheit erlangte er als Mitglied der österreichischen Bands Ausseer Hardbradler und Erste Allgemeine Verunsicherung, daneben arbeitet er als Studiomusiker für verschiedene Künstler.

## Biografie
Der im österreichischen Weiz geborene Kreimer besuchte als Kind eine Musikschule, wo er mit Akkordeon begann. Später hatte er jeweils ein Jahr Unterricht am Klavier und an der Steirischen Harmonika. Später studierte er klassisches Saxophon und erwarb den Abschluss als Musiklehrer für Volksmusikinstrumente wie Steirische Harmonika, Akkordeon und Hackbrett. Im Jahr 1994 wurde er Keyboarder der Ausseer Hardbradler und nahm mit der Gruppe bis zu seinem Ausscheiden im Jahr 2004 fünf Studioalben auf. Bereits 2001 schlug ihn Kurt Keinrath nach dem Weggang der beiden Keyboarder Andy Töfferl und Franz Zettl als Nachfolger bei der Ersten Allgemeinen Verunsicherung (EAV) vor. Seitdem ist Kreimer Mitglied der Gruppe. Neben Klavier und Keyboard spielt Kreimer auch Saxofon.
Neben seiner Tätigkeit bei der EAV arbeitet Kreimer als Gastmusiker für verschiedene Bands. Seit Ende der 2000er Jahre ist er Mitglied von Scurdia, dem Weltmusik-Projekt des österreichischen Pianisten Markus Schirmer, 2012 spielte er mit den Dornrosen das Programm Geschwisterliebe live.